# Sirinopteryx
Sirinopteryx is een geslacht van vlinders van de familie spanners (Geometridae), uit de onderfamilie Ennominae.

## Soorten
- S. parallela Wehrli, 1937
- S. punctifera Wehrli, 1937
- S. quadripunctata Moore, 1867
- S. rosinaria Oberthür, 1911
- S. rufilineata Warren, 1893
- S. rufivinctata Walker, 1862
- S. undulifera Warren, 1893